# Xutos & Pontapés
Les Xutos & Pontapés sont un groupe de rock portugais formé en 1978.

## Histoire
Le groupe se forme pour un essai à la fin de l'année 1978, donnant un premier concert le 13 janvier 1979, avec Zé Leonel comme chanteur, dans la salle Alunos de Apolo pour célébrer les 25 ans du Rock 'n' roll.
En 1981, le guitariste Francis rejoint le groupe tandis que Zé Leonel le quitte, Tim reprenant le rôle du chanteur. En 1983, Francis quitte le groupe qui se produit avec des musiciens invités, parmi lesquels le saxophoniste Gui, et João Cabeleira rejoint le groupe.
Dans les années 1990, le groupe traverse une crise interne et certains éléments s'investissent dans d'autres projets. Tim intègre les Resistência, Zé Pedro e Kalu ouvrent le bar Johnny Guitar et rejoignent le groupe de Jorge Palma, les Palma's Gang, avec Flak et Alex des Rádio Macau.
En 1998 sort l'album Tentação, qui est la bande originale du film éponyme de Joaquim Leitão, Tentação.
En 1999, relancé, le groupe effectue une tournée avec environ 80 concerts, XX Anos Ao Vivo. À l'occasion de leur vingtième anniversaire, le groupe sort une compilation, XX Anos XX Bandas, avec la participation de divers groupes et artistes. Ils enregistrent également la chanson Inferno pour le film du même nom de Joaquim Leitão.
L'année suivante, ils enregistrent une nouvelle version de la chanson Chico Fininho de Rui Veloso, pour l'album qui célèbre les vingt ans de la révélation de Veloso avec Ar de Rock.
Les Xutos & Pontapés ont été décorés de l'Ordre du Mérite en 2004. Pour leur 25e anniversaire, ils donnent deux concerts dans le Pavilhão Atlântico, à Lisbonne, les 8 et 9 octobre. Le titre O Mundo ao Contrário, de l'album du même nom, a été choisi comme musique du film Sorte Nula, dans lequel Zé Pedro fait une brève apparition.
En 2005 a lieu la Tournée dos 3 desejos avec trois séries de concerts, chacune avec un alignement différent. L'année suivante, en plus d'un concert en acoustique pour leur 28e anniversaire, un triple DVD retrace l'histoire du groupe, de 1978 à 2005 et la Tournée dos 3 desejos. La même année, Antonio Feio met en scène une comédie musicale Sexta Feira 13 avec exclusivement des titres des Xutos & Pontapés, qui ont produit une chanson homonyme. Toujours en 2006, ils ont été invités par les Gato Fedorento pour interpréter le générique de Diz Que É Uma Espécie de Magazine, une émission de télévision.
En 2008, ils sont invités avec les Oioai par l'association Encontrar-se à rejoindre le mouvement UPA et interpréter la chanson Pertencer.
Il est prévu que toute la discographie du groupe soit rééditée pendant l'année 2009, en version limitée collector à 500 unités en vinyle.
En 2009, sort l'album Xutos & Pontapés. Leur 13ème album, Puro, est édité en 2014, l'année de leurs 35 années de carrière qu'ils fêteront à l'occasion de 2 concerts au Meo Arena de Lisbonne (aujourd'hui Altice Arena), les 7 et 8 mars.
En 2016, sort en CD et DVD l'album acoustique Se me amas, enregistré au Campo Pequeno de Lisbonne le 18 décembre 2015.
Le 30 novembre 2017, le fondateur des Xutos & Pontapés, Zé Pedro, décède à l'âge de 61 ans. De nombreux hommages lui sont rendus à travers le pays. Le 13 janvier 2018, jour de leur 39ème anniversaire, le groupe annonce sur sa page Facebook sa volonté de continuer et la sortie d'un 14e album.

## Formation

### Membres actuels
- Kalú (batterie) (1978-aujourd'hui)
- Tim (Guitare basse et chant) (1978-aujourd'hui)
- João Cabeleira (guitare) (1983-aujourd'hui)
- Gui (saxophone) (1984-1990, 2004-aujourd'hui)

### Membres passés
- Zé Leonel (chant) (1978-1981), décédé
- Francis (guitare) (1981-1983)
- Ricardo Delgado (clavier), invité par Leonel (1981)
- Zé Pedro (guitare) (1978-2017) décédé

## Discographie
Albums originaux
- 78/82 (1982)
- Cerco (1985)
- Circo de Feras (1987)
- 88 (1988)
- Gritos Mudos (1990)
- Dizer Não De Vez (1992)
- Direito ao Deserto (1993)
- Dados Viciados (1997)
- Tentação (1998)
- XIII (2001)
- Mundo ao Contrário (2004)
- Xutos & Pontapés (2009)
- Puro (2014)
- Duro (2019)

Collaborations
- Ao Vivo no Rock Rendez-Vous (1984) - Esquadrão da Morte/1º de Agosto
- Johnny Guitar (1993) - Remar Remar (Version Maxi)/Formiga Branca
- Filhos da Madrugada (1994) - "Coro da Primavera" (Thème de José Afonso)
- Portugal Ao Vivo II (1995) - O Homem do Leme
- Timor Livre (1995) - Jogo do Empurra / Outro País / Coro da Primavera / Lugar Nenhum
- A Cantar Con Xabarín III/IV (1996) - Naquel Bar
- On 3 (1999) - Esquadrão da Morte
- Ar de Rock 20 anos Depois (2000) - Chico Fininho
- Som da Frente (2002) - Indicativo do programa
- O Irmão do Meio (2003) - Antes o Poço da Morte
- Zé Manel Taxista (2003) - Rock do Benfica
- Leopoldina (2010) - Eu Perdi O Fá da Minha Guitarra